# Tillbaka till samtiden
Tillbaka till samtiden è il settimo album discografico in studio del gruppo musicale rock svedese Kent, pubblicato nell'ottobre 2007.

## Tracce
1. Elefanter – 5:21
2. Berlin – 4:36
3. Ingenting – 4:17
4. Vid din sida – 4:55
5. Columbus – 4:26
6. Sömnen – 4:08
7. Vy från ett luftslott – 4:23
8. Våga vara rädd – 3:59
9. LSD, någon? – 4:20
10. Generation Ex – 4:30
11. Ensammast i Sverige – 8:20

## Formazione
- Joakim Berg - voce, chitarra
- Martin Sköld - basso, tastiere
- Sami Sirviö - chitarra, tastiere
- Harri Mänty - chitarra
- Markus Mustonen - batteria, cori, tastiere, piano